# Internationale Motivgruppe Eisenbahnwesen
Die Internationale Motivgruppe Eisenbahnwesen e. V. (IME) wurde am 1. Juli 1989 gegründet. Sie ging aus Zusammenschlüssen von Philatelisten aus mehreren Ländern hervor, die sich den Eisenbahnmotiven auf Briefmarken widmeten. Die Motivgruppe ist dem Bund Deutscher Philatelisten angeschlossen.

## Vereinsziele
Vertiefung der fachlichen Sammlertätigkeit mit folgenden Schwerpunkten:
1. Verbesserung der internationalen Zusammenarbeit
2. Erforschung der Thematik Eisenbahnwesen auf Briefmarken
3. Veröffentlichung von Fachartikeln
4. Erstellung von Motivlisten
5. Förderung des Tauschverkehrs (Tauschtage)
6. Durchführung von online-Auktionen
7. Hilfe bei der Exponat-Erstellung
8. Periodische Informationen der Mitglieder durch das Mitteilungsblatt „Der Eisenbahn-Motiv-Sammler“ (EMS)
Jugendlich Interessierte sollen an das Sammelgebiet Eisenbahnmotive herangeführt werden.

## Geschichte
Bereits 1963 schlossen sich Briefmarken-Motivsammler aus dem FIPCO-Arbeitskreis III b zu einer neuen Motivgruppe zusammen. Sie war damals schon International. Die erste Mitgliederliste weist 12 Namen aus 7 europäischen Ländern aus. Der Arbeitskreis Eisenbahnwesen aus den Niederlanden hat sich ihr angeschlossen. Nach der Auflösung der FIPCO übernahm die F.I.P. die Betreuung. Die Gruppe nannte sich F.I.P.-Motivgruppe Eisenbahnwesen. Bereits 1965 wurde der Rundsendedienst aufgenommen und am 27. März 1966 fand in Ludwigshafen das erste Eisenbahn-Motivsammler-Treffen statt. Der erste Kongress der Motivgruppe wurde am 3. Oktober 1966 in Luxemburg ausgerichtet. Seit dieser Zeit findet jährlich ein Kongress mit der Mitgliederversammlung und einem Rahmenprogramm statt. 
1988 wurde die Motivgruppe durch die Vereinsgründung selbstständig. Die Eintragung ins Vereinsregister erfolgte nach dem 23. Kongress in Utrecht mit dem Namen „Internationale Motivgruppe Eisenbahnwesen e. V.“

## Veröffentlichungen
Seit September 1963 erscheint Der Eisenbahn-Motiv-Sammler, anfangs ein sechsseitiges Mitteilungsblatt. Der Umfang nahm ständig zu. Im Herbst 1972 wurde sein Erscheinen eingestellt. Ab. 1. Januar 1973 wurde der „Eisenbahner-Philatelist“ und der „Eisenbahn-Motiv-Sammler“ gemeinsam herausgegeben. Seit dem 1. Februar 1974 erscheint der „Eisenbahn-Motiv-Sammler“ wieder als eigenes Organ der Motivgruppe. Zurzeit wird er sechsmal im Jahr mit einem Umfang von etwa 70 Seiten aufgelegt.

## Philatelistische Belege

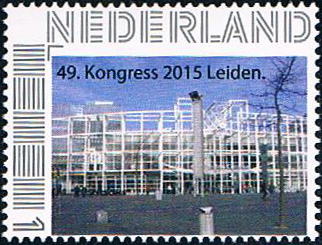
Persönliche Briefmarke zum 49. Kongress in Leiden
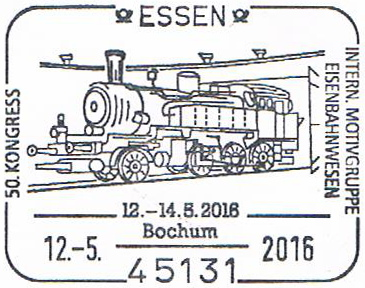
Sonderstempel zum 50. IME-Kongress